# La fiera per il campo
La fiera per il campo (The field bazaar) è un racconto breve del ciclo di Sherlock Holmes, scritto e pubblicato da Arthur Conan Doyle nel 1896. È un racconto poco conosciuto, ma fa parte integrante del canone di Sherlock Holmes. 
Fra il 1894 (anno in cui Doyle decide di "sbarazzarsi" del suo personaggio, facendolo "morire") e il 1902 (anno in cui Doyle è costretto dai lettori a far "resuscitare" Holmes per renderlo protagonista di nuove avventure), questo è l'unico racconto pubblicato da Doyle, avente come protagonista Sherlock Holmes.
Il racconto è quasi un divertissement, un dialogo ameno fra Holmes e Watson; fu pubblicato, quasi in sordina, senza pubblicità, sulla rivista dell'Università di Edimburgo The Student, in occasione di una raccolta di fondi.
Nella storia Watson riceve una lettera con una richiesta analoga e Holmes leggendola deduce correttamente  sia alcune informazioni sul mittente che sui pensieri di Watson. Oltre che sulle miracolose doti di Holmes, il racconto gioca anche sulla "scena della colazione" che apre molti fra i racconti brevi di Sherlock Holmes.

## Edizioni
- Arthur Conan Doyle, Pesca di beneficenza, in: "Agenda Sherlockiana 1987", Milano, Rosa&Nero, 1987.

- Arthur Conan Doyle, La fiera di beneficenza, in: "Sherlock Holmes, un uomo un metodo", Rogas edizioni, 2016